# Spoorlijn Belfast - Larne
De Spoorlijn Belfast - Larne is een spoorlijn inj Noord-Ierland die loopt tussen Great Victoria Street in Belfast en Larne aan de kust in het graafschap Antrim. In Larne geeft de lijn aansluiting op de veerboten naar Stranraer en Troon in Schotland en Douglas op het eiland Man.